# Giorgi Kurdghelaszwili
Giorgi Kurdghelaszwili, Gheorge Kurghelașvili (ur. 7 stycznia 1975) – gruziński, a potem mołdawski judoka i sambista. Olimpijczyk z Sydney 2000, gdzie zajął dziewiąte miejsce w wadze ekstralekkiej
Startował w Pucharze Świata w 2000. Mistrz świata w sambo w 1999 roku.

## Letnie Igrzyska Olimpijskie 2000
| Konkurencja | Eliminacje            | Eliminacje              | Eliminacje            | Repasaże               | Klas. końcowa |
| Konkurencja | Przeciwnik I          | Przeciwnik II           | 1/4                   | Przeciwnik I           | Miejsce       |
| ----------- | --------------------- | ----------------------- | --------------------- | ---------------------- | ------------- |
| 60 kg       | Juan Barahona (ECU) Z | Éric Despezelle (FRA) Z | Manolo Poulot (CUB) P | Ajdyn Smagułow (KGZ) P | 9.            |